# Pierre Picault
Pierre Picault (Bou, 27 februari 1899 – 20 november 2008) was de laatste Franse Eerste Wereldoorlogsveteraan en de oudste man van Frankrijk ten tijde van zijn dood.
Picault werd opgeroepen op 15 april 1918 en geplaatst in de 83e artillerie regiment waar hij opdrachten deed achter de frontlinie. Op 5 december 1918, nadat de oorlog was afgelopen, werd hij overgeplaatst naar de 85e artillerie regiment waar hij tot zijn diensttijd over was. Officieel wordt hij niet erkend door de Franse regering, omdat hij niet langer dan 3 maanden had gevochten. De eer van een staatsbegrafenis ging naar Lazare Ponticelli die acht maanden eerder overleed. Desalniettemin is hij wel degelijk de laatste veteraan die voor Frankrijk vocht.